# 美人计 (1927年电影)
《美人计》是上海大中华百合影片公司在1926年12月开始拍摄，1927年完成制作，6月6日在上海夏令配克影戲院首映，由《三国演义》改编的古装电影:50。
电影取材于《三国演义》中，刘备与孙权结盟、政治联姻的情节。剧情起自周瑜与鲁肃在柴桑的夜弈:50，刘备过江、甘露寺与孙权家人相亲、成婚，至刘备携孫夫人回荆州、芦花荡止。
本片被认为是中国早期电影史上，一部投资巨大、人员强精的大制作影片:48。或称为中国“第一部古装宫闱历史片”。有研究者指，虽然有“影片过于冗长，叙事主线不够清晰，人物过于庞杂，某些主要人物性格不够鲜明等问题”:52，同时没有取得票房成功，但为中国早期古装类型电影的艺术创作进行了大胆的尝试:48。

## 制作、上映
1926年，中国电影界掀起古装剧热潮。大中华百合影片公司放弃《西厢记》，选择拍摄《三国演义》题材电影。1926年春，开始电影的筹备工作。9月底，电影公司在《申报》发布《美人计》即将开始拍摄的消息。其后，多次发布主演名单在内的相关情况。10月，电影公司与新加坡南洋公司的电影巨头王雨亭取得合作意向，以“提供英荷属版权的方式进行融资”。12月31日，公司在《申报》声明张织云出演孫夫人:48—49。
1926年12月27日，开始电影内景部分拍摄。1927年1月初，八十位演职员赴吴县（今江苏省苏州市）拍摄。期间，在西园拍摄甘露寺相亲一节。又在石湖、留园:49、天平山麓、灵岩山脚下等地拍摄。苏州地区拍摄完成后，朱瘦菊、王元龍等六十余人返回上海。陆洁、周诗穆等人前往镇江县甘露寺遗址继续拍摄。27日，相关人员返回上海，继续内景拍摄:49。
1927年4月底，电影杀青。电影公司举办庆功会。6月6日（农历端午节），电影在上海夏令配克影戲院首映。拍摄到首映之前，电影多次举办宣传活动。电影耗资12万元。经过剪辑的电影素材，体量较大，完成片长达20本，分为前后两部。6月6日、7日，在夏令配克影戲院上映前部，8日、9日上映后部《美人计》在夏令配克影戲院的首映，因票价过高、放映习惯等原因并未取得成功。电影人任矜蘋陆续发表评论文章，进行批评:50—52。
首映失利后，电影公司对影片进行删减。片长减为14本，缩减为一部，于1927年9月14日在中央大戲院重新上映。10月起，电影陆续在上海其他影院上映:52—54。
同一时期，上海影戏公司制作、但杜宇执导古装片《杨贵妃》。两部电影境况类似，票房亏损甚巨。因此，当时电影圈拍摄古装片的热潮退去。

## 演员
- 最初公布的演员名单与片中演员不尽相同，有调整[1]:49。

| 演員   | 角色   | 介紹                 | 备注                                  |
| 张织云 | 孫夫人 |                      | 最初的演员为 杨静我:49。              |
| 王乃东 | 刘 备  |                      |                                       |
| 王元龍 | 赵 云  |                      |                                       |
| 王英之 | 周 瑜  |                      | 最初的演员为陈一棠:49。               |
| 谢云卿 | 孙 权  |                      |                                       |
| 周文珠 | 吳國太 | 孙权和孙夫人的母亲。 |                                       |
| 王次龙 | 喬國老 | 大乔和小乔的父亲。   | 最初的演员为张庆升:49。               |
| 马瘦红 | 吕 范  |                      | 最初的演员为王征信:49。               |
| 黎明晖 | 小 乔  |                      |                                       |
| 汤天秀 | 大 乔  |                      | 汤天秀为最初的演员:49，是否换人不详。 |
| 史东山 | 鲁 肃  |                      | 史东山为最初的演员:49，是否换人不详。 |
| 王次龙 | 孙 乾  |                      | 王次龙为最初的演员:49，是否换人不详。 |
| 徐维翰 | 孔 明  |                      | 徐维翰为最初的演员:49，是否换人不详。 |

## 幕后人员
- 导演：陆洁、朱瘦菊、王元龍、史东山[1]:48
- 美术顾问：张光宇[2]